# Graham Glasgow
Graham Glasgow (Aurora, Illinois, 19 de agosto de 1992) es un jugador profesional estadounidense de fútbol americano que se desempeña en la posición de lineman en Detroit Lions, equipo de la National Football League (NFL).

## Carrera
Fue seleccionado en la tercera ronda en la Reunión Anual de Selección de Jugadores de la NFL de 2016. Hizo su debut profesional con el equipo Detroit Lions, en el cual jugó cuatro temporadas (2016-2020), después pasó a Denver Broncos (2020-2023), posteriormente regresó a Detroit Lions, donde lleva jugando una temporada.